# Niels Løw
Niels Bernhard Løw (* 25. Juni 1881 in Kopenhagen; † 20. Februar 1964 in Skanderborg) war ein dänischer Leichtathlet.
Løw wurde 1901 dänischer Meister und 1902 Vizemeister im Weitsprung sowie 1901 Dritter der dänischen Meisterschaften im Hochsprung. Bei den Olympischen Zwischenspielen 1906 in Athen nahm Løw an vier Sprungwettbewerben teil. Im Standweitsprung belegte er mit einer Weite von 2,52 m den 27. Platz, im Weitsprung kam er mit 5,47 m auf den 22. Rang. Seine beste dokumentierte Platzierung bei den Zwischenspielen ist der mit 12,00 m erreichte 14. Platz im Dreisprung; das Ergebnis im Hochsprung ist nicht bekannt.
Løw besuchte die Ordrup Latin- og Realskole und arbeitete später als Arzt. Er starb im Alter von 82 Jahren.